# ケヴェン・メアラム

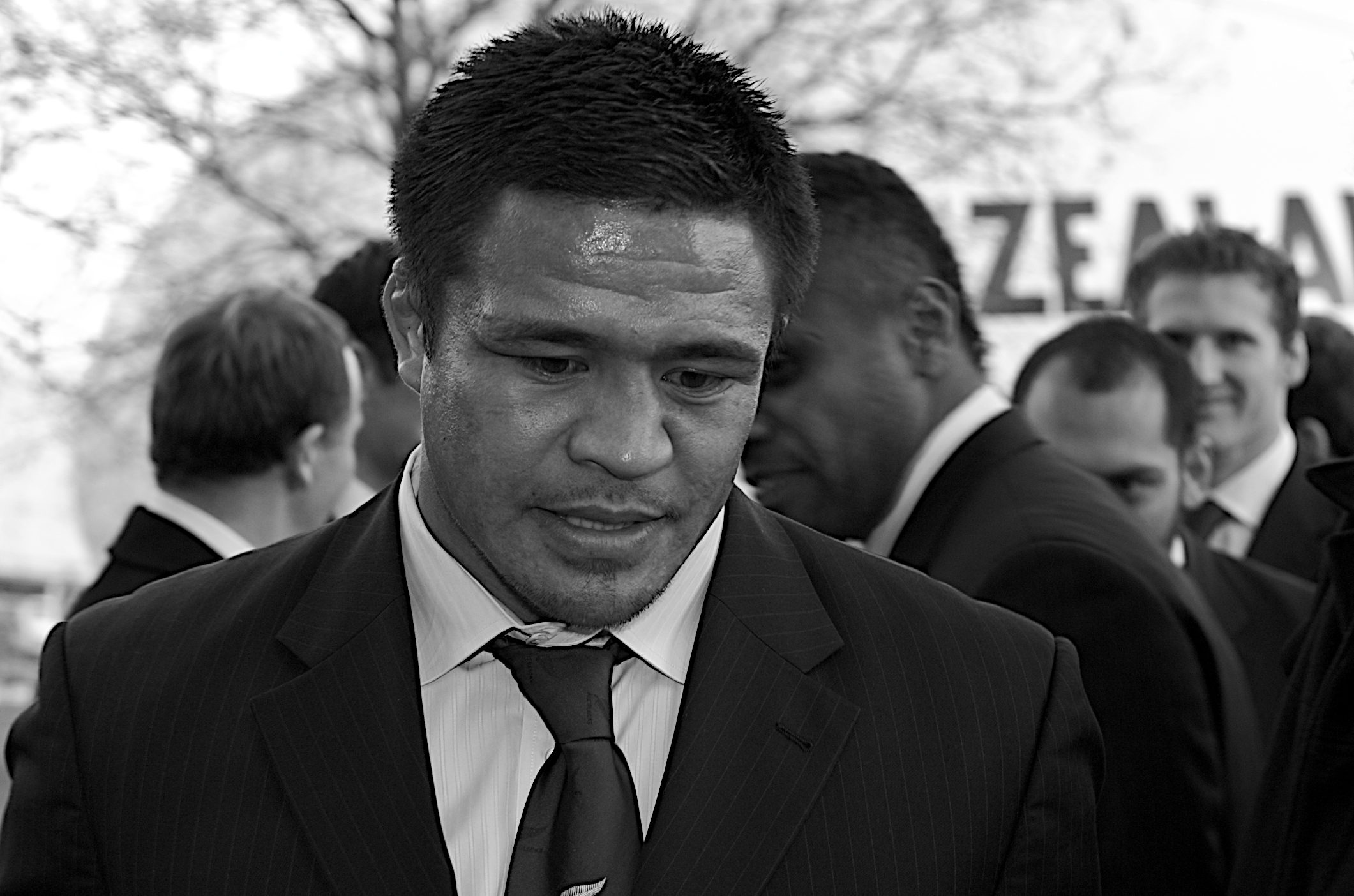
ケヴェン・メアラム

ケヴェン・メアラム（Keven Filipo Mealamu 1979年3月20日 - ）は、ニュージーランド出身のラグビー選手。ポジションはフッカー(HO)。

## 人物
1979年3月20日、トコロアで生まれる。

身長181cm、体重106kg。

## キャリア
アオレレ・カレッジ卒業、在学中の1995年にラグビー16歳以下ニュージーランド代表に、1996年には高校代表に選出。この時のポジションはフランカーだったが、その後フッカーに転向。
1999年、ニュージーランド州代表選手権(現ITM CUP)のオークランド州代表チームに入り、ノースハーバー戦でデビュー。2000年、21歳以下代表とニュージーランドA代表に選出される。同年スーパー12(現スーパーラグビー)のブルースに入り、2年後の2002年にチーフスへ移籍。同年、オールブラックスに初選出、11月23日のウェールズ戦でデビュー。
2003年、スーパー12のブルースに戻る。2006年のスーパー14からはブルースのキャプテンを、2008年のスコットランド戦ではリッチー・マコウにかわり代表キャプテンを務める。

### ラフプレイ
2005年のブリティッシュ・アンド・アイリッシュ・ライオンズニュージーランドツアーでの、6月25日のオールブラックス戦で、ライオンズのブライアン・オ’ドリスコルが肩を負傷、オールブラックスのキャプテン、タナ・ウマガとメアラムが危険なタックルをしたとしてIRBの審議にかけられるも処分保留。

2010年のイングランド戦では、相手選手に頭突きをして、IRBが審議、当初は4週間のところ2週間の出場停止処分を受ける。

## リンク
- Keven Mealamu Rugby Union
- Blues Profile
- All Blacks ID=1029